# Jerry Fuchs
Jerry Fuchs (31 dicembre 1974 – Brooklyn, 8 novembre 2009) è stato un batterista statunitense.
Membro delle band Turing Machine, The Juan MacLean, !!! e Maserati, ha collaborato con diverse ban tra cui i Massive Attack.

## Biografia
Fuchs ha frequentato l'Università della Georgia, dove ha studiato graphic design e, nel mentre, ha suonato la batteria nelle band locali di Atene The Martians e Koncak. 
Nel 1996 si è trasferito a New York per unirsi ai Vineland, un quartetto guidato dal chitarrista dei Bitch Magnet Jon Fine. Dopo essere stato in tour e aver registrato con Vineland per due anni, ha iniziato a suonare con Justin Chearno e Scott DeSimon, due ex membri della band Pitchblende. Fuchs ha anche svolto lavori di progettazione grafica per la rivista Chunklet e ha scritto articoli come scrittore freelance per Entertainment Weekly.
Lo stile di Fuchs, influenzato dalla musica disco e dal motorik, lo ha portato a collaborare con la DFA Records, unendosi al gruppo dance-punk !!!, esibendosi nel loro album Myth Takes. 
Ha collaborato, inoltre anche con The Juan MacLean nella realizzazione degli album studio e nei concerti. Nella sua attività artistica compaiono anche delle collaborazioni con diversi gruppi tra cui: Holy Ghost!, LCD Soundsystem, Massive Attack, Moby, Cloudland Canyon e MSTRKRFT. 
Entrato nel gruppo Maserati, ha suonato negli album Inventions for the New Season (2007), Passages (2009) e Pyramid of the Sun (pubblicato postumo nel 2010). Con questo gruppo ha completato un tour negli Stati Uniti, aprendo i concerti dei Mono e dei STS9 nei mesi di settembre e ottobre del 2009. Nel 2012, i Turing Machine hanno pubblicato il loro terzo album What Is The Meaning Of What con alcuni dei lavori eseguiti da Fuchs prima della sua morte.
Fucks viene a mancare l'8 novembre 2009.